# Marschnerstraße 33 (München)

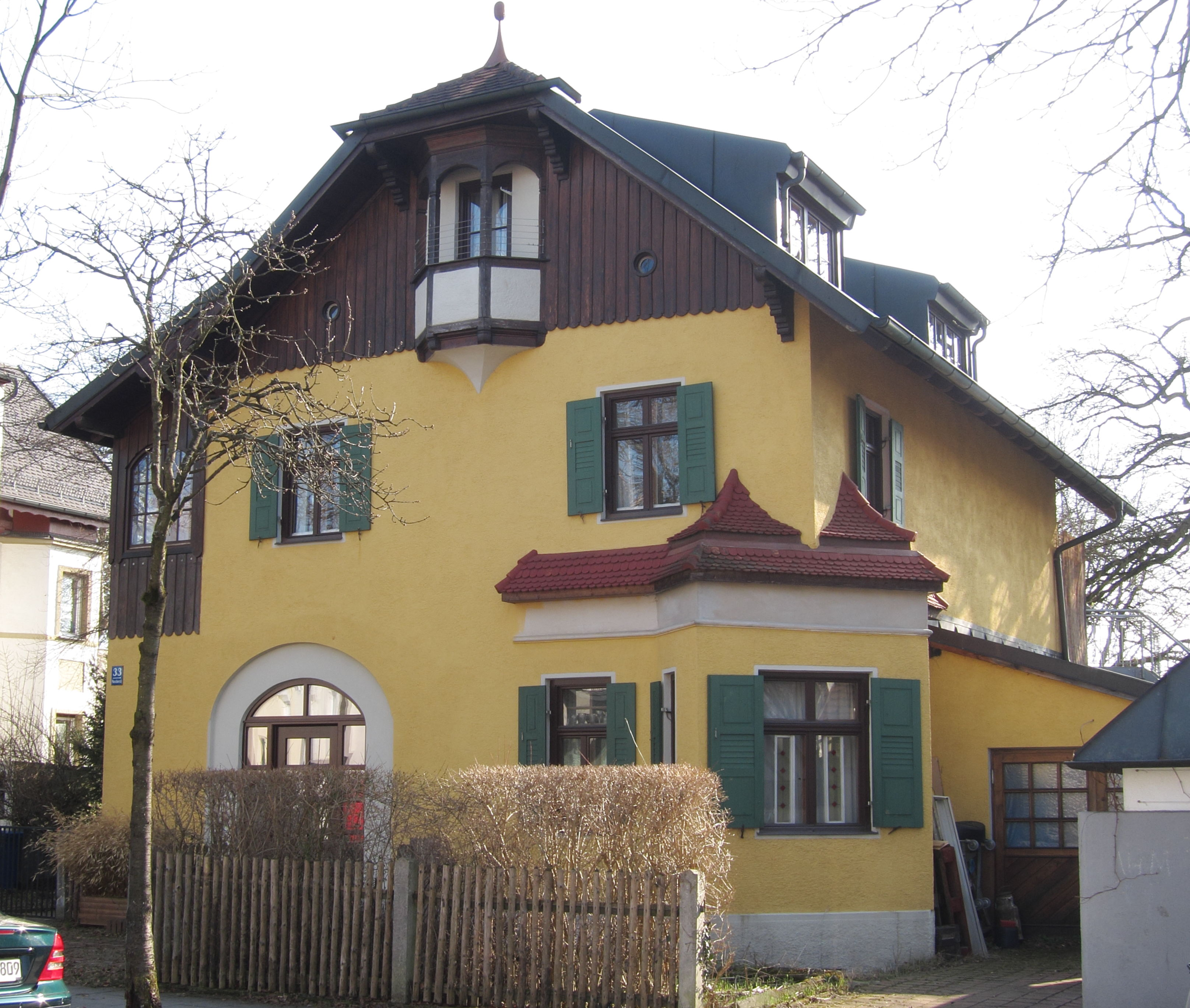
Haus Marschnerstraße 33 in Pasing

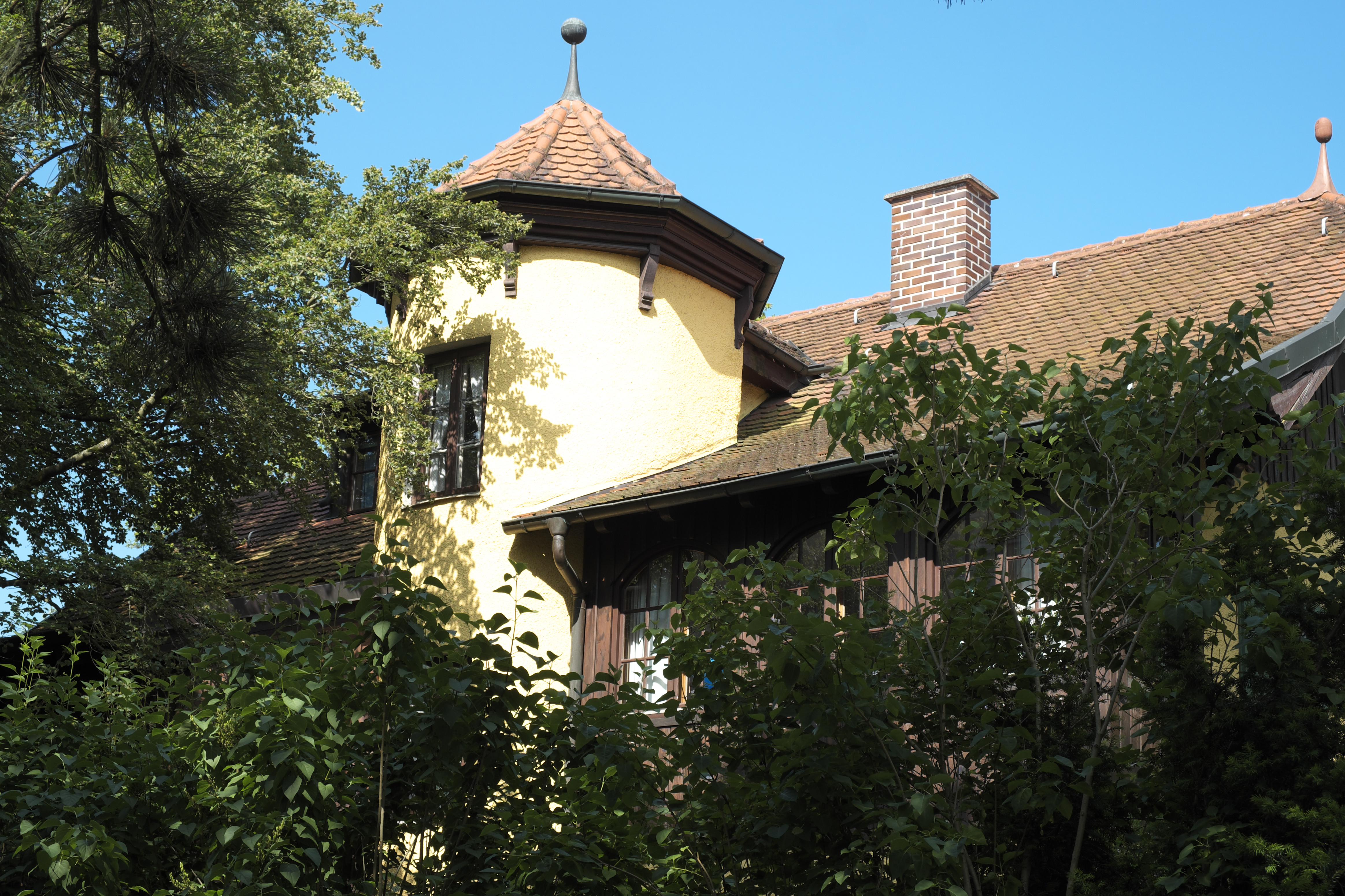
Treppenturm und Wintergarten

Das Wohnhaus Marschnerstraße 33 im Stadtteil Pasing der bayerischen Landeshauptstadt München wurde um 1897/1900 errichtet. Die Villa an der Marschnerstraße, die zur Villenkolonie Pasing II gehört, ist ein geschütztes Baudenkmal.
Die Villa im Landhausstil wurde vom Büro August Exter entworfen. Das Haus, das zur Erstbebauung der Straße gehört, ist charakterisiert durch das Holzwerk am Giebel und den schräg gestellten Erdgeschosserker. In den 1980er Jahren wurde das Haus im Anschluss an den Treppenturm erweitert.
Das Haus gehört einem standardisierten Typus des Architekturbüros August Exter an, der in den Pasinger Villenkolonien noch zwei Mal vorkommt: August-Exter-Straße 21 und Fritz-Reuter-Straße 18.